# 德胜门内大街
39°56′38″N 116°22′24″E / 39.94402°N 116.37338°E
德胜门内大街是位于中国北京市西城区东北部的大街，因位于北京内城德胜门内而得名。

## 简介
德胜门内大街北起德胜门立交桥，南到地安门西大街，是位于后海与积水潭（西海）之间的大街。元朝的积水潭较明朝的什刹海水域面积更大，水面连为一体。凤池坊、析津坊隔海相望。明朝洪武初年，修筑北京内城北城墙，积水潭的北部水域被隔于城墙外。明朝中叶以后，由于上游水源减少，水位下降，西海与后海逐步分开，之间仅存一条很细的河道。因水位变化及交通需要，在该河道处兴建了德胜桥，从而连通了南北两岸，形成了如今的德胜门内大街。
该大街明朝称“德胜门街”。清朝分为两段，北段仍称“德胜门街”；南段（护国寺街以南）称“长桥街”，中华民国时期改称“厂桥”。北平和平解放后，两段合并，称“德胜门大街”。 1965年，将东羊圈、马家大院、魏家大院并入，统称“德胜门内大街”。文化大革命中，曾一度易名为“人民公社路”，后废，仍称“德胜门内大街”。